# Gigantiska primtal
Gigantiska primtal betecknar primtal med åtminstone 10 000 siffror.  Begreppet dök första gången upp i Journal of Recreational Mathematics i artikeln “Collecting gigantic and titanic primes” (1992) av Samuel Yates. 
Chris Caldwell som har fortsatt på Yates samling av primtal har berättat att han ändrade det ursprungliga kravet på 5 000 siffror till 10 000, när han ombads att revidera artikeln efter Yates död. Då var inte många sådana primtal kända, men för dagens datorer är beräkningen snabb, varför många kan finnas på en enda dag.
Det först upptäckta gigantiska primtalet var Mersenneprimtalet 244497 − 1. Det har 13 395 siffror och hittades 1979 av den amerikanske matematikern och dataprogrammeraren Harry Lewis Nelson och matematikern vid Cray, Inc. David Slowinski. 
Det minsta gigantiska primtalet är 109999 + 33603. Det bevisades vara primtal 2003 av de tyska matematikerna Jens Franke, Thorsten Kleinjung och Tobias Wirth med deras eget datorprogram ECPP (Elliptic curve primality proving).